# 亨利·杜瓦
亨利·「諾基」·杜瓦（1883年10月13日—1915年8月9日）是一位來自紐西蘭的橄欖球前鋒球員，效力於紐西蘭國家橄欖球隊，同時也是威靈頓橄欖球聯盟和塔拉納基橄欖球聯盟的選手。
1908年，效力於威靈頓梅爾羅斯俱樂部（Melrose Club）的杜瓦獲選代表當地去參加紐西蘭巡迴賽，最後擊敗了盎格魯-威爾森隊（Anglo-Welsh）。杜瓦於1910年搬家至塔拉納基後，他很快被選為該地區的代表隊選手。1912年，他與蘭佛里盾（即橄欖球比賽的獎盃）擦身而過，隔年終於打贏長期連霸蘭佛里盾的隊伍奧克蘭橄欖球聯盟。杜瓦也獲選加入年度全島大賽的北島隊，後來還進入紐西蘭國家橄欖球隊。杜瓦首戰澳大利亞，然後參與北美巡迴賽，在全部16場比賽中他一共出賽14場。
1914年8月4日，英國向德國宣戰，不久後杜瓦加入紐西蘭遠征軍，在為塔拉納基隊打完一場橄欖球賽後，隔天即出發參加攻佔德屬薩摩亞的行動。歸來後，杜瓦接著加入威靈頓步槍騎兵團，擔任機槍手。杜瓦在晉升中士後於10月出發前往埃及。1915年8月8日，他在澳大利亞與紐西蘭軍團灣登陸，執行加里波利之戰中攻佔瓊克巴葉勒的任務。隔天，杜瓦在任務中身亡，享年31歲。

## 早年生涯
亨利·杜瓦於1883年10月13日出生於紐西蘭的福克斯頓，是亞歷山大·杜瓦（Alexander Dewar）與莉蒂亞·杜瓦（Lydia Dewar）之子。他的早年大多在威靈頓度過，亦在當地的柏漢普學校（Berhampore School）就學，一直到於1910年搬到塔拉納基為止。在塔拉納基，杜瓦以鐵匠為業。

## 橄欖球生涯

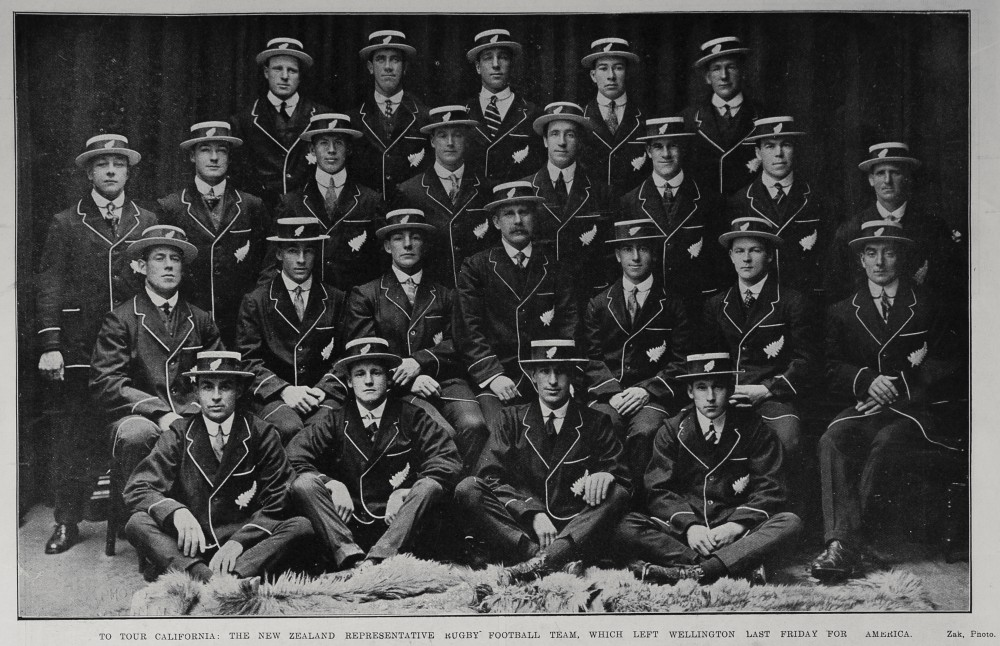
1913年，橄欖球隊在出發前往北美前所拍的照片，杜瓦人在從後數來的第二排，是從右數來的第二個

杜瓦從為威靈頓的梅爾羅斯俱樂部（Melrose Club）打橄欖球開始。接著，他於1907年入選威靈頓橄欖球聯盟。1908年，杜瓦成為威靈頓橄欖球代表隊的一員，並在於5月27日舉辦的紐西蘭巡迴賽中以19比13的分數擊敗盎格魯-威爾森隊（Anglo-Welsh）。當時，杜瓦隊上的15名球員已與許多隊交手，在上半場時，其中一名球員因傷退場，前鋒只剩六名，且隊長在賽前承諾不會派替補球員上場。因此，當下杜瓦和其他幾名隊友「肩上擔著重責大任」。
同年8月15日，杜瓦參加了蘭佛里盾（即橄欖球比賽的獎盃）的挑戰賽，最後3比24輸給奧克蘭橄欖球聯盟。雖然挑戰方通常不被看好能獲勝，但兩隊成績一度相當接近。截止至半場休息時間，威靈頓隊與奧克蘭隊的比數為3比5，相去不遠，然而在下半場，奧克蘭隊的前鋒加強攻勢，威靈頓隊力圖穩住節奏但仍無力回天。杜瓦於1908年離開威靈頓隊。
1910年，杜瓦搬家至塔拉納基，改為史特拉福俱樂部（Stratford Club）打橄欖球，並於1913年當上隊長。同樣在1910年，他獲選加入塔拉納基橄欖球俱樂部，同時繼續擔任史特拉福俱樂部的代表，直到第一次世界大戰爆發為止。1912年，塔拉納基隊以5比6的比數輸給奧克蘭隊，與蘭佛里盾擦身而過。奧克蘭隊在上半場佔了上風，以觸地得分和罰踢拿下6分。下半場，塔拉納基隊的前鋒掌控了局勢，展開凌厲攻勢，但最後仍以1分之差落敗。

### 1913年賽季
杜瓦在1913年達到顛峰。他獲選加入年度全島大賽的北島隊（他早在1912年就有被看中，但並未入選）。最後，北島隊以0比25的分數敗給南島隊。同年，杜瓦也協助塔拉納基隊擊敗奧克蘭隊，終結奧克蘭隊長期持有蘭佛里盾的情形。這場比賽被人形容為有蘭佛里盾以來「最精彩且最令人興奮的比賽」。塔拉納基隊的前鋒在各方面都優於對手，在上半場以3比0的分數佔了上風。然而，因塔拉納基隊的一名球員因傷退場，截止至中場休息時間時，情勢扭轉，奧克蘭隊以3比5領先。休息時間後不久，塔拉納基隊觸地得分，接著杜瓦又貢獻了一球，比數拉到9比5。雙方你來我往，最後杜瓦的一次觸地得分讓塔拉納基隊以14比11首度拿下蘭佛里盾。奧克蘭隊於1902年第一次得到蘭佛里盾，在於1904年輸給威靈頓隊後，馬上又於1906年拿回蘭佛里盾，就此一直保持塔拉納基隊獲勝為止。
他也參加了塔拉納基隊與澳大利亞隊的比賽，最後以些微差距落敗。杜瓦在以上球賽中的表現讓他得以進入紐西蘭國家橄欖球隊（以下簡稱全黑隊）。1913年9月6日，杜瓦在於威靈頓運動公園舉行的測試賽中，以澳大利亞隊為加入全黑隊後的第一個對手，最後以30比5獲勝。阿爾伯特·道因與喬治·賽拉斯（George Sellars）和他並肩作戰（三人後來都死於第一次世界大戰中）。接著，杜瓦與其他四位塔拉納基隊球員一同參加北美巡迴賽，在全數16場比賽中他一共出賽14場，其中包含在加州柏克萊以51比3大勝全美隊的一場測試賽。在這場比賽中，他做了個假動作，假裝要將球傳給右手邊的道因，實際上卻把球傳給左手邊的隊友麥肯齊（McKenzie），擺了對手一道，成功觸地得分。杜瓦也親自貢獻了一次觸地得分。美國媒體對這場美國隊慘敗的比賽興趣不大。11月15日的《紐約論壇報》只花了小篇幅來報導。
1914年，杜瓦協助塔拉納基隊一一擊退前來爭奪蘭佛里盾的球隊：威靈頓隊（6月24日，14比10）、旺加努伊隊（6月27日，17比3）、馬納瓦圖隊（7月23日，11比3，杜瓦在這場比賽中表現突出）、侯羅法努隊和懷拉拉帕隊（8月14日，22比3）。在擊敗懷拉拉帕隊後的隔天（8月15日），杜瓦與塔拉納基隊的一些球員離鄉去加入紐西蘭遠征軍，失去了隨全黑隊前去澳大利亞打比賽的機會。8月20日，塔拉納基隊靠在最後一分鐘的觸地得分，以6比5的分數險勝坎特伯雷隊，可見杜瓦這位主力前鋒的離去大大削弱了戰力。9月10日，威靈頓隊再度挑戰塔拉納基隊，塔拉納基隊終於因主力前鋒缺席而失去蘭佛里盾。《太陽報》（The Sun）如此稱讚杜瓦：「他是紐西蘭隊對戰加州隊的比賽中最棒的前鋒，[…]他腳程快又機靈，且總是卯足全力。杜瓦是一位優秀的全能型運動員。他是個頂尖拳擊手，不是個玩板球的傢伙」。

## 軍中生涯與戰死

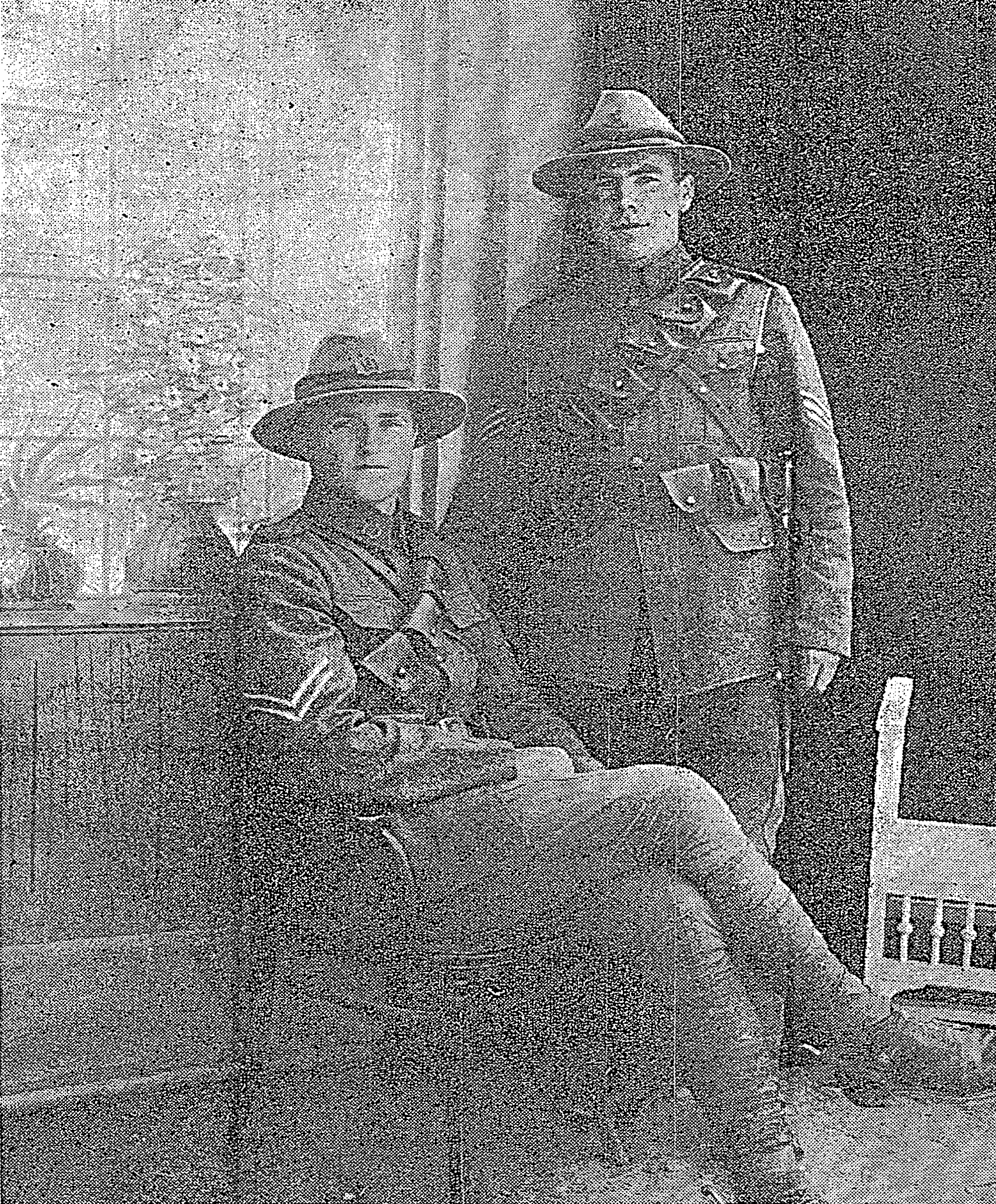
D·史都華·麥克法蘭（D. Stewart Macfarlane）與杜瓦（右，站立者）在埃及所拍的照片

1914年8月4日，英國向德國宣戰，杜瓦很早就入伍，於8月15日離鄉加入紐西蘭遠征軍，前去參加攻佔德屬薩摩亞的行動。歸來後，杜瓦接著加入威靈頓步槍騎兵團中以北帕莫斯頓為據點的第9步槍騎兵師，擔任機槍手，且很快就晉升中士。10月16日，訓練結束後，杜瓦出發前往埃及。杜瓦在埃及服役時參加了與其他軍團的橄欖球比賽，擔任威靈頓步槍騎兵團隊的隊長，並多次擊敗澳大利亞輕騎兵隊、坎特伯里步槍騎兵團和奧克蘭步槍騎兵團的橄欖球隊。1915年8月8日，他在鄂圖曼帝國（現土耳其）的澳大利亞與紐西蘭軍團灣登陸。24小時後的8月9日，杜瓦在執行加里波利之戰中攻佔瓊克巴葉勒的行動時喪生，享年31歲。他的橄欖球隊隊友阿爾伯特·道因也在該場行動中失去了性命，是第一位死於戰爭的全黑隊球員。今日，杜瓦在瓊克巴葉勒有個紀念碑，供人紀念。
杜瓦的母親和兄弟姊妹在對他的悼念文中寫道：

我們的思念在一位英勇士兵的墳墓徘徊，（Our thoughts they ever wander to a soldier's honoured grave,）

對於你的犧牲我們永不忘懷；（Never will we forget the noble sacrifice you made;）

因為我們的心依舊同在那對你的愛，（For our hearts arc still united in that same fond love for you,）

且對一位勇敢又真誠之人的愛是如此的珍貴。（And loving thoughts are cherished of one so brave and true.）
你那快樂、陽光的面容不會隨記憶逝去，（Your cheery, sunny countenance will not from memory fade,）

因為在你那誓死守護的家園中，我們能從照片裡看見你；（For we see you in the photo, in the home you died to save;）

當我們為你而心痛時彷彿聽到你的話語，（And when our hearts are sore for you we seem to hear you say,）

「親愛的母親別傷心，我們將在那無期的日子重聚。」（Break not your heart, dear mother, we will meet on that Eternal Day.）

聲名遠揚，受人景仰。（So widely known; so highly esteemed.）

## 備註
1. ↑  諾基是他較知名的綽號[1]。
2. 1 2  「Chunuk Bair」的譯名參考自[2]。
3. ↑  也有文獻指出，杜瓦的出生地其實在威靈頓[1][4]。